# 河合隼雄物語賞・学芸賞
河合隼雄物語賞・学芸賞（かわいはやおものがたりしょう・がくげいしょう）は、河合隼雄財団が運営する文学賞と学術賞。

## 概要
河合隼雄物語賞は「人のこころを支えるような物語をつくり出した優れた文芸作品に与えられる。河合隼雄が深く関わっていた児童文学もその対象とする」とされ、河合隼雄学芸賞は「優れた学術的成果と独創をもとに、様々な世界の深層を物語性豊かに明らかにした著作に与えられる」とされる。
選考は1年ごとに行われ、毎年3月からさかのぼって2年の期間内に発表・発行された作品を選考対象とする。記念品および副賞として100万円が贈られる。

### 選考委員
- 物語賞
  - 第1回-第4回：上橋菜穂子、小川洋子、宮部みゆき
  - 第5回-第7回：上橋菜穂子、小川洋子、後藤正治、中島京子
  - 第8回：上橋菜穂子、小川洋子、後藤正治
  - 第9回-第10回：小川洋子、後藤正治
  - 第11回：岩宮恵子、小川洋子、後藤正治
  - 第12回-：岩宮恵子、小川洋子、松家仁之
- 学芸賞
  - 第1回-第9回：岩宮恵子、中沢新一、山極寿一、鷲田清一
  - 第10回：岩宮恵子、中沢新一、山極寿一
  - 第11回-：内田由紀子、中沢新一、山極寿一、若松英輔

## 受賞者と作品

### 第1回から第10回
| 回（年）         | 賞     | 受賞者       | 受賞作                                            | 刊行         |
| ---------------- | ------ | ------------ | ------------------------------------------------- | ------------ |
| 第1回（2013年）  | 物語賞 | 西加奈子     | 『ふくわらい』                                    | 朝日新聞出版 |
| 第1回（2013年）  | 学芸賞 | 藤原辰史     | 『ナチスのキッチン』                              | 水声社       |
| 第2回（2014年）  | 物語賞 | 角田光代     | 『私のなかの彼女』                                | 新潮社       |
| 第2回（2014年）  | 学芸賞 | 与那原恵     | 『首里城への坂道：鎌倉芳太郎と近代沖縄の群像』    | 筑摩書房     |
| 第3回（2015年）  | 物語賞 | 中島京子     | 『かたづの!』                                     | 集英社       |
| 第3回（2015年）  | 学芸賞 | 大澤真幸     | 『自由という牢獄』                                | 岩波書店     |
| 第4回（2016年）  | 物語賞 | いしいしんじ | 『悪声』                                          | 文藝春秋     |
| 第4回（2016年）  | 学芸賞 | 武井弘一     | 『江戸日本の転換点 水田の激増は何をもたらしたか』 | NHK出版      |
| 第5回（2017年）  | 物語賞 | 今村夏子     | 『あひる』                                        | 書肆侃侃房   |
| 第5回（2017年）  | 学芸賞 | 釈徹宗       | 『落語に花咲く仏教－宗教と芸能は共振する－』      | 朝日新聞出版 |
| 第6回（2018年）  | 物語賞 | 松家仁之     | 『光の犬』                                        | 新潮社       |
| 第6回（2018年）  | 学芸賞 | 鶴岡真弓     | 『ケルト 再生の思想』                             | ちくま新書   |
| 第7回（2019年）  | 物語賞 | 三浦しをん   | 『ののはな通信』                                  | KADOKAWA     |
| 第7回（2019年）  | 学芸賞 | 藤井一至     | 『土 地球最後のナゾ－100億人を養う土壌を求めて』  | 光文社新書   |
| 第8回（2020年）  | 物語賞 | 該当作品なし |                                                   |              |
| 第8回（2020年）  | 学芸賞 | 小川さやか   | 『チョンキンマンションのボスは知っている』        | 春秋社       |
| 第9回（2021年）  | 物語賞 | 寺地はるな   | 『水を縫う』                                      | 集英社       |
| 第9回（2021年）  | 学芸賞 | 石山徳子     | 『「犠牲区域」のアメリカ 核開発と先住民族』       | 岩波書店     |
| 第10回（2022年） | 物語賞 | いとうみく   | 『あしたの幸福』                                  | 理論社       |
| 第10回（2022年） | 学芸賞 | 森田真生     | 『計算する生命』                                  | 新潮社       |

### 第11回から第20回
| 回（年）         | 賞     | 受賞者     | 受賞作                                                      | 刊行                   |
| ---------------- | ------ | ---------- | ----------------------------------------------------------- | ---------------------- |
| 第11回（2023年） | 物語賞 | 吉原真里   | 『親愛なるレニー レナード・バーンスタインと戦後日本の物語』 | アルテスパブリッシング |
| 第11回（2023年） | 学芸賞 | 国分功一郎 | 『スピノザ』                                                | 岩波新書               |
| 第12回（2024年） | 物語賞 | 八木詠美   | 『休館日の彼女たち』                                        | 筑摩書房               |
| 第12回（2024年） | 学芸賞 | 湯澤規子   | 『焼き芋とドーナツ 日米シスターフッド交流秘史』             | KADOKAWA               |
| 第13回（2025年） | 物語賞 | 小池水音   | 『あのころの僕は』                                          | 集英社                 |
| 第13回（2025年） | 学芸賞 | 鈴木俊貴   | 『僕には鳥の言葉がわかる』                                  | 小学館                 |